# Lenguas pauwasi
Las lenguas pauwasi son una probable familia lingüística de lenguas papúes, habladas principalmente en Indonesia. La lengua pawasi mejor descrita es el karkar, hablada a lo largo de la frontera entre Papúa Nueva Guinea e Irian Jaya.

## Lenguas del grupo
- La familia pauwasi se considera formada por:
  - Rama pauwasi oriental: Yafi (Zorop), Emumu (Emem)-Karkar
  - Rama pauwasi occidental(?):
    - Dubu (Tebi)
    - Towei

Estas lenguas no están cercanamente emparentadas, aunque las lenguas de la rama oriental están claramente relacionadas, el yafi y el emunu tienen sólo un 25% de similitud léxica.
El karkar-yuri, se consideró dudante mucho tiempo como una lengua aislada de Papúa Nueva Guinea, pero ahora se conoce que está claramente relacionado con el emumu de Indonesia. Por otro lado, las lenguas occidentales están tan pobremente documentadas que no puede darse por probado su pertenencia a la familia pauwasi (o incluso relacionadas entre ellas), o si las palabras comunes a ellas son préstamos, aunque su parentesco filogenético parece probable.
Sólo los pronombres de 1.ªsg, 2.ªsg y 1.ªpl se conocen para las dos lengua sde Indonesia, por lo que las formas asociadas a la proto-lengua no puede ser reconstruida. Las formas testimoniadas son:
|        | 1ªsg | 2ªsg | 1ªpl                     |
| ------ | ---- | ---- | ------------------------ |
| Dubu   | no   | fo   | numu                     |
| Towei  | oŋgo | ŋgo  | nu                       |
| Yafi   | nam  | nəm  | nin                      |
| Emumu  | ?    | mo   | nin                      |
| Karkar | on-o | am-o | (ex.) yin-o, (in.) nám-o |

El yafi y el emumu son similares, y el dubu y el towei podrían compartir la 1.ªpl *numu, pero no existe conexión aparente entre ellos. El dubu no y el yafi nam podrían reflejar la forma original pTNG *na, y el towei ngo pTNG *ga (*nga), y el plural pTNG *nu y *ni.

## Clasificación
Stephen Wurm (1975) clasificó las lenguas indonesias del pauwasi como una rama de las lenguas trans-neoguineanas (TNG), una clasificación que Malcolm Ross (2005) mantuvo tentativamente. La clasificación de Ross dentro del TNG se basó en los pronombres personales. Puesto que no se pudieron reconstruir pronombres a partir de las formas disponibles, sólo se mantuvo tentativamente la clasificación anterior. Sin embargo, Ross clasificó el karkar cuyos pronombres sí se conocían como una lengua aislada, que no parecía tener relación directa con el TNG. Por ese entonces, la relación del karkar con el emumu no se conocía.